# Cầu Long Thành
Cầu Long Thành là một cây cầu bắc qua sông Đồng Nai, nối liền thành phố Thủ Đức thuộc Thành phố Hồ Chí Minh với huyện Long Thành thuộc tỉnh Đồng Nai, Việt Nam. Cầu Long Thành thuộc gói thầu số 2 của dự án xây dựng đường cao tốc Thành phố Hồ Chí Minh – Long Thành – Dầu Giây (giai đoạn 1) với tổng chiều dài toàn tuyến là 3.100 mét, trong đó phần cầu dài 2.346 mét (phần còn lại là đường dẫn vào cầu), rộng 19,7 mét. Cầu được thiết kế cho 4 làn xe lưu thông với vận tốc thiết kế 100 km/giờ, giá trị hợp đồng của gói thầu trên 1.219 tỷ đồng.